# 北滩水库
北滩水库是中国广西壮族自治区南宁市横县校椅镇境内的一座水库，位于郁江支流蒙江河上，建于1960年。水库正常库容为1887万立方米，集雨面积为223平方千米，海拔为72.44米。